# معاداة الشيوعية
معاداة الشيوعية هي مناهضة الفكر الشيوعي شكلا وموضوعا، وبدأ هذا التوجه منذ قيام الثورة البلشفية في الإمبراطورية الروسية خلال شهر أكتوبر من عام 1917 وتعاظمت تلك الكراهية على الصعيد العالمي أثناء الحرب الباردة.
تضمّن الفكر المناهض للشيوعية العديد من الجوانب؛ أولها رفض فكرة المادية التاريخية أحد الأفكار الأساسية التي تقوم عليها الشيوعية، كما ينكر مناهضي الشيوعية النظرية الماركسية الداعية لأن تحل الشيوعية والاشتراكية محل الرأسمالية مثلما حلّت الرأسمالية محل الإقطاعية، في حين يتسائل مناهضو الشيوعية مدى صدق النظرية الماركسية الداعية لتواري الدولة الاشتراكية عندما تنعدم الحاجة إليها في مجتمع شيوعي حقيقي.
كما اتّخذ مناهضو الشيوعية القمع الذي شهدته روسيا خلال السنوات الأولى للبلشفية ذريعة للترويج لفكرهم وإن كان ما شهدته روسيا خلال تلك السنوات لا يضاهي ما شهده الاتحاد السوفيتي إبان حُكم جوزيف ستالين ومعاونيه أمثال فيليكس دزيرجنسكي رئيس البوليس السري الذي أصدر أحكاما بالإعدام ضد العديد من الخصوم السياسيين وكذلك قمع حركات التمرد مثل تمرد كرونشتاد وتمرد تامبوف، كما درج وصف مناهضي الشيوعية لكلا من الفكرين الشيوعي والفاشي بالفكر الشمولي لما شهدوه من أفعال مشابهة للحكومات الشيوعية والفاشية، كما زعم المؤرخ روبرت كونكويست مسئولية الشيوعية عن وفاة عشرات الملايين خلال القرن العشرين.
كما كانت الشدة المفرطة التي تعاملت بها الأحزاب الشيوعية التي اعتلت السلطة تجاه الخصوم السياسيين من المآخذ التي اتخذها مناهضو الشيوعية ضد الفكر الشيوعي، كما أكّد هؤلاء الخصوم أن أغلب الدول الشيوعية لم تُظهر أي تقدم من الفكر الاقتصادي الماركسي تجاه الشيوعية المُثلى بل عملت الشيوعية على خلق طبقة حاكمة جديدة والمسماة بالنومنكولتورا (بالروسية: Советская номенклатура) متمتعة بصلاحيات وسلطات أكثر من تلك التي تمتعت بها الطبقات الحاكمة الأخرى في النُظم غير الشيوعية.

## الحركات المعادية للشيوعية

### اليسار المعادي للشيوعية
انتقد الاشتراكيون الديمقراطيون الشيوعية منذ انفصال الأحزاب الشيوعية عن الأممية الثانية الاشتراكية لتشكيل الأممية الشيوعية الثالثة وذلك بسبب طبيعتها المعادية للديمقراطية. من الأمثلة على النقاد اليساريين للدول والأحزاب الشيوعية فريدريش إيبرت، وبوريس سوفرين، وبايارد روستين، وايرفينغ هاو، وماكس شاختمان. كان اتحاد العمل الأمريكي مناهضًا للشيوعية بقوة على الدوام. قام الكونغرس للمنظمات الصناعية الأكثر يسارية بتطهير الشيوعيين في عام 1947، وأصبح منذ ذلك الحين معاديًا للشيوعية بشدة. وفي بريطانيا، قاوم حزب العمل بشدة الجهود الشيوعية للتسلل إلى صفوفه والسيطرة على السكان المحليين في الثلاثينيات من القرن العشرين. أصبح حزب العمل مناهضًا للشيوعية وكان رئيس الوزراء العمالي كليمنت أتلي مؤيدًا قويًا لحلف شمال الأطلسي (الناتو).

### الأناركيون
ينتقد الأناركيون بمن فيهم أولئك الذين يصفون أنفسهم بالشيوعيين، الأحزاب والدول الشيوعية الاستبدادية. ويجادلون بأن المفاهيم الماركسية مثل ديكتاتورية البروليتاريا وملكية الدولة لوسائل الإنتاج هي لعنة للأناركية. ينتقد بعض الأناركيين الشيوعية من وجهة نظر فردية بينما يدعم آخرون مثل بيتر كروبوتكين والأناركيين الثائرين الشيوعية التحررية الخاصة بهم من وجهة نظر فردية أيضًا.
شارك الأناركيون في بداية ثورة فبراير 1917 وفرحوا بها كمثال على استيلاء العمال على السلطة لأنفسهم. ومع ذلك، أصبح من الواضح بعد ثورة أكتوبر أن البلاشفة والأناركيين يمتلكون أفكارًا مختلفة بالكامل. كانت الأناركية إيما غولدمان التي رُحلت من الولايات المتحدة إلى روسيا في عام 1919، متحمسة في البداية للثورة، لكنها شعرت بخيبة أمل شديدة وبدأت في كتابة كتابها «خيبة أملي في روسيا». كما انتقد الأناركي بيتر كروبوتكين بحدة البيروقراطية البلشفية الناشئة في رسائل إلى فلاديمير لينين، مشيرًا في عام 1920 إلى أن «[دكتاتورية حزبية] تضر بشكل كبير عملية بناء نظام اشتراكي جديد. وأن ما هو مطلوب هو البناء المحلي من قبل القوى المحلية. [ ...] لقد أصبحت روسيا بالفعل جمهورية سوفيتية من حيث الاسم فقط». حارب العديد من الأناركيين ضد الشيوعيين الروس والإسبان واليونانيين وقتلوا الكثير منهم، مثل ليف شيرنيي وكاميلو بيرنيري وكونستانتينوس سبيراس.

### الليبراليون
حدد كارل ماركس وفريدريك إنجلز في البيان الشيوعي بعض التدابير المؤقتة قصيرة المدى التي يمكن أن تكون خطوات مؤدية نحو الشيوعية. وأشاروا إلى أن «هذه التدابير ستختلف بالطبع باختلاف البلدان. ومع ذلك، سيكون ما يلي قابلاً للتطبيق بشكل عام في معظم البلدان المتقدمة». وصف لودفيج فون ميزس هذا بأنه «خطة من 10 نقاط» لإعادة توزيع الأراضي والإنتاج، وجادل بأن الأشكال الأولية والمستمرة لإعادة التوزيع تشكل إكراهًا مباشرًا للناس. لا تقول خطة ماركس المكونة من 10 نقاط ولا بقية البيان أي شيء عن من يحق له تنفيذ هذه الخطة. جادل ميلتون فريدمان بأن غياب النشاط الاقتصادي الطوعي يسهل بشكل كبير على القادة السياسيين القمعيين منح أنفسهم سلطات قسرية. كما شارك فريدريش هايك وجون ماينارد كينز وجهة نظر فريدمان، ويعتقد كلاهما أن الرأسمالية هي أمر حيوي لحرية البقاء والازدهار.

### الموضوعيون
يعادي الموضوعيون الذين يتبعون آين راند الشيوعية بشدة. يجادلون بأن الثروة (أو أي قيمة إنسانية أخرى) هي نتاج العقول الفردية، وأن الطبيعة البشرية تتطلب التحفيز من خلال الحافز الشخصي، وبالتالي فإن الحرية السياسية والاقتصادية فقط هي التي تتماشى مع الازدهار البشري. ويعتقدون أن هذا يتجلى في الازدهار المقارن لاقتصادات السوق الحرة. وتكتب راند أن القادة الشيوعيين يدّعون عادة أنهم يعملون من أجل الصالح العام، لكن كان العديد منهم أو كلهم فاسدين واستبداديين.

### الشيوعيون السابقون

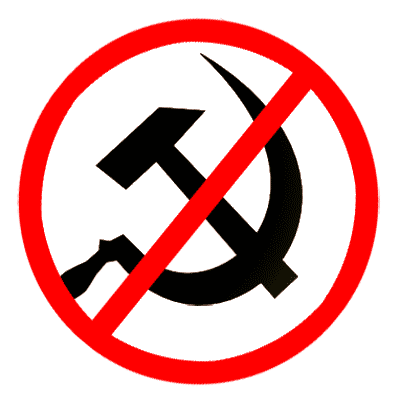
شعار معاداة الشيوعية

كان ميلوفان جيلاس مسؤولًا شيوعيًا يوغسلافيًا سابقًا وأصبح لاحقًا معارضًا وناقدًا بارزًا للشيوعية. كما كان ليزيك كوجاكوفسكي شيوعيًا بولنديًا الذي أصبح مشهورًا بسبب مناهضته للشيوعية. اشتهر بتحليلاته النقدية للفكر الماركسي، ولا سيما تاريخه المشهور المؤلف من ثلاث مجلدات «التيارات الرئيسية للماركسية» والذي «يعتبره البعض أحد أهم الكتب حول النظرية السياسية في القرن العشرين». كتاب آخر هو «الإله الذي فشل» الذي صدر في عام 1949 ويجمع ست مقالات بالإضافة إلى شهادات عدد من الشيوعيين السابقين المشهورين الذين كانوا كتابًا وصحفيين. الموضوع المشترك للمقالات هو خيبة أمل المؤلفين بالشيوعية وتخليهم عنها. الجملة الترويجية للكتاب هي «ستة رجال مشهورين يطلعونا كيف غيروا رأيهم حول الشيوعية». هناك أربعة آخرين من أبرز المناهضين للشيوعية وهم ويتاكر تشامبرز وهو جاسوس سابق للاتحاد السوفييتي الذي شهد ضد رفاقه الجواسيس أمام لجنة الأنشطة غير الأمريكية في مجلس النواب؛ والدكتورة بيلا دود، وأناتولي غوليتسين وأوليغ كالوغين، اشتغل كلاهما بلجنة أمن الدولة في الاتحاد السوفيتي (الكي جي بي) سابقًا وحظي الأخير برتبة جنرال.
ومن بين المناهضين للشيوعية الذين كانوا ماركسيين في السابق: الكُتاب ماكس إيستمان، وجون دوس باسوس، وجيمس برنهام، وموري ريسكيند، وفرانك ماير، وويل هيربرج، وسيدني هوك، والمساهمون في كتاب الإله الذي فشل: لويس فيشر، أندريه جيد، آرثر كويستلر، إغنازيو سيلون، ستيفن سبندر تاجار زافالاني، وريتشارد رايت. من بين المناهضين للشيوعية الذين كانوا اشتراكيين أو ليبراليين أو ديمقراطيين اجتماعيين في السابق: جون تشامبرلين، فريدريك هايك، ريموند مولي، نورمان بودهوريتز، ديفيد هورويتز، وإرفنج كريستول.

## معاداة الشيوعية في مختلف البلدان والمناطق

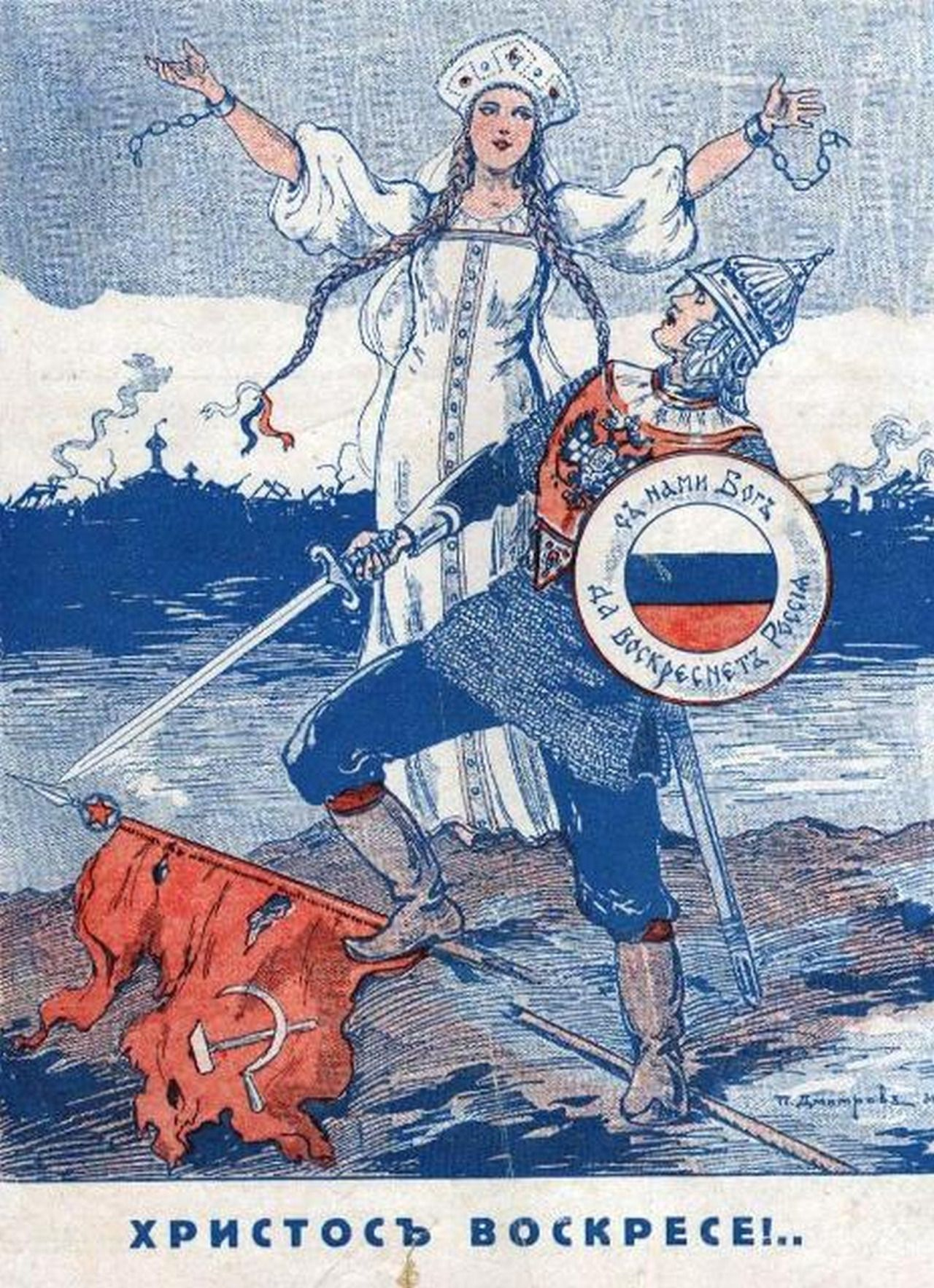
مهاجر روسي ملصق معادي للبلشفية، حوالي 1932

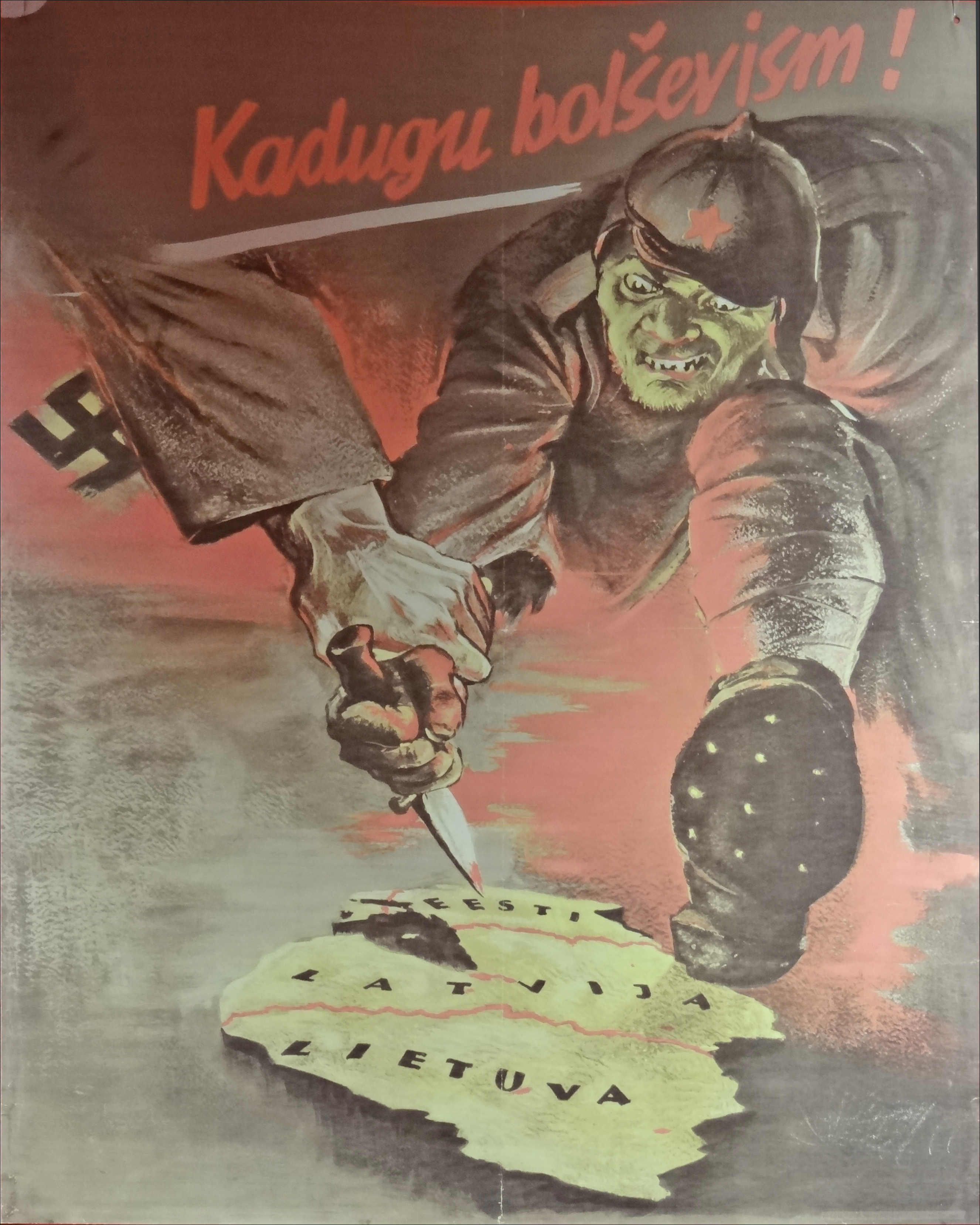
ملصق نازي مناهض للبلشفية في إستونيا المحتلة من قبل ألمانيا.

### أوروبا

#### إسبانيا

##### ماقبل إسبانيا الفرانكوية
في إسبانيا كانت معاداة الشيوعية حاضرة في كل من اليسار واليمين السياسيين.
في العقد الذي سبق الحرب الأهلية الإسبانية طغى الحزب الشيوعي الإسباني (PCE) وتنافس مع نظرائه الأناركيين النقابيين والاشتراكيين في إسبانيا. وفي ظل ديكتاتورية بريمو دي ريفيرا سُجن أبرز أعضاء الحزب (موجال ليون، 7) نُقل مقر الحزب إلى باريس. علاوة على ذلك تم إضعاف الحزب بسبب الانقسامات في الكومنترن والممثلين الضعاف الذين أرسلتهم موسكو. وكان الحزب الشيوعي الإسباني معارضا للجمهورية حتى سنة 1934 عندما انضم إلى حكومة مانويل أثانيا. توافق الاندماج اليساري في عهد رئيس الوزراء أثانيا مع توجهات الكومنترن لتشكيل تحالفات واسعة ضد الفاشية. وعند اندماجهم في 1934 مع PSOE باسم التحالف العمالي، عكس الشيوعيون وجهة نظرهم بشأن الجمهورية واتسع نفوذهم. وما بين 1934 و 1936 ازدادت عضوية PCE من حوالي ألف إلى ثلاثين ألفًا.

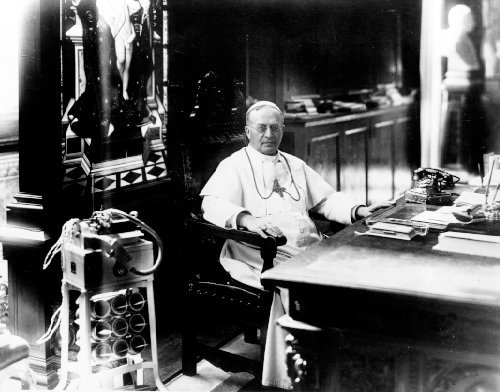
خلال الحرب الأهلية الإسبانية كتب البابا بيوس الحادي عشر: أن الشيوعية البلشفية والإلحادية، التي تهدف إلى زعزعة النظام الاجتماعي وتقويض أسس الحضارة المسيحية، قد دمرت كل كنيسة وكل دير.

خلال الحرب الأهلية الإسبانية كان الحزب الشيوعي الإسباني معتدلاً بشكل غير معهود، وكانت أولويته هي كسب دعم الطبقة الوسطى والجهود الحربية على السياسة الثورية.
وبعد أن خسر الجمهوريون الحرب خسر الشيوعيون تحزبهم، وانتشرت معاداة الشيوعية إلى بقية اليسار الإسباني. كان هذا التحول الجزئي بسبب ميثاق مولوتوف-ريبنتروب، الذي كان يُنظر إليه على أنه تنازل سوفييتي للفاشية النازية، ورفض الحزب الشيوعي الإسباني استلام مساعدات من الاتحاد السوفيتي والمشاركة مع يساريين آخرين. ألقى بعض اليساريين باللوم على الحزب الشيوعي في هزيمة الجمهوريين.
في إسبانيا وكذلك على الصعيد الدولي، كان للكنيسة الكاثوليكية تأثير حاسم مناهض للشيوعية.
احتفظت الكنيسة الكاثوليكية في أواخر القرن 19 وبداية القرن 20 بكميات ضخمة من ثروة إسبانيا، لكنها فقدت تأثيرها الاجتماعي. فالدستور الجديد للجمهورية الثانية «... سحب التعليم من رجال الدين وحل النظام اليسوعي ومنع الرهبان والراهبات من التجارة والزواج العلماني» (ديشنر، 48). كان هذا بمثابة تناقض حاد مع فترة عودة البوربون، حيث كانت الكنيسة تحتكر الدين. وردت الكنيسة على هذا التغيير والتدمير المناهض لرجال الدين لممتلكات الكنيسة بتمويل الاتحاد الإسباني لليمين المستقل (CEDA) وشجب الحكومة الجمهورية الحمراء.
وفي سنة 1937 أصدر البابا بيوس الحادي عشر مرسوما بوعد إلهي، وهي رسالة عامة مناهضة للشيوعية. عكست الوثيقة مواقف الأساقفة الإسبان الذين زعموا أن الشيوعيين يذبحون رجال الدين لأنهم يعارضون الإلحاد.
كانت مناهضة الشيوعية سمة أيديولوجية مشتركة بين الجماعات اليمينية المختلفة في إسبانيا في الفترة التي سبقت الحرب الأهلية الإسبانية. ضمن الجناح اليميني جمعت مناهضة الكنيسة الكاثوليكية للشيوعية المصالح السياسية للطبقات الزراعية الدنيا، والأرستقراطية المالكة والصناعيين. على الرغم من الاختلافات السياسية بين تلك الجماعات فإن الانتصار الانتخابي للجبهة الشعبية في انتخابات 1936 حفز السلطويين الكاثوليك والكارليين والملكيين وبعض الضباط الجيش والفاشيين على الاندماج في ظل الكتائب الإسبانية التقليدية والجمعيات الدفاعية النقابية الوطنية برئاسة الديكتاتور العام والمستقبلي فرانسيسكو فرانكو.

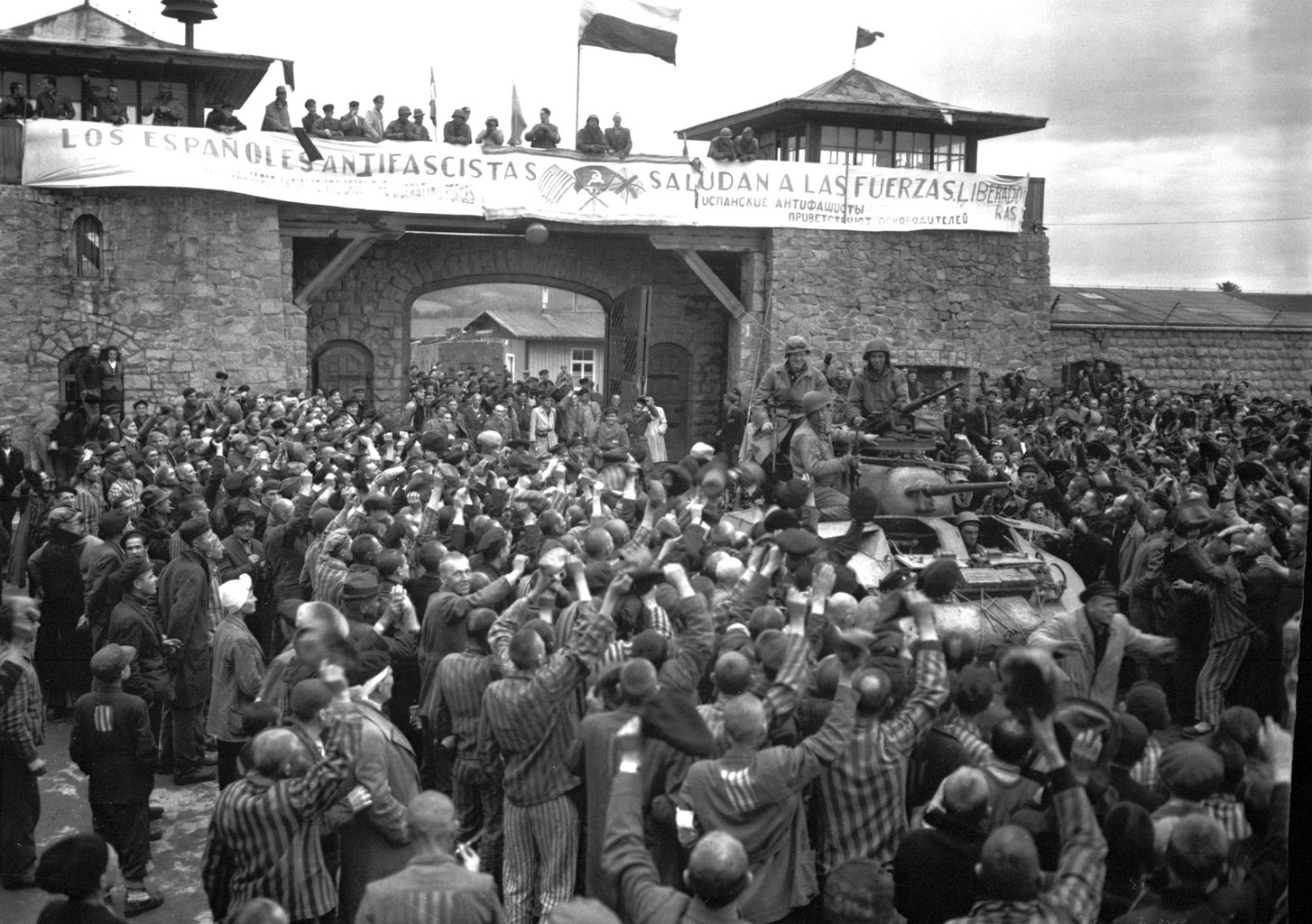
سجناء إسبان في معسكر اعتقال ماوتهاوزن بعد تحريرهم من قبل جيش الولايات المتحدة.

##### إسبانيا الفرانكوية
بعد وقت قصير من انتهاء الحرب الأهلية الإسبانية، دخلت إسبانيا في حلف مناهضة الكومنترن ومعاهدة صداقة مع ألمانيا النازية. استمر نظام فرانكو في الانتقام والتمييز ضد «الجمهوري اليهودي الماسوني الشيوعي». واستمر الانقسام بين الجمهوريين والفرنكويين حتى نهاية النظام في 1975.
كان الانتقام الفرانكوى متعدد الأوجه. لم يُسمح بأي تنظيم سياسي خارج النظام، وتم سن قانون قمع الماسونية والشيوعية في 1940. وبموجب هذا القانون تم تطبيق مصطلح الشيوعية على جميع اليساريين الثوريين، وكثير منهم لم يعرف في الواقع بأنهم شيوعيون. كانت الموافقة السياسية من نظام فرانكو مطلوبة من أجل الحصول على أشياء حيوية مثل البطاقة التموينية أو وظيفة.
صدرت أوامر للمحاكم العسكرية بالقضاء على أي معارضة سياسية لنظام فرانكو، وأُعدم مئات الآلاف وسُجنوا بذرائع سياسية. ومن بين هؤلاء الموجودين في الدوائر الجمهورية المهزومة: عمال المدن والمعدمين الريفيين والقوميين الإقليميين والمهنيين الليبراليين والنساء الجدد. يتألف نظام سجون فرانكو من مائتي معسكر، والتي فصلت السجناء الجمهوريين الذين يُعتبرون قابلين للشفاء، والذين تم استخدامهم في أعمال السخرة عن البقية الذين قُتلوا على الفور. تعرض البعض في هذه المعسكرات لتجارب بشرية غير أخلاقية سعت لإيجاد الجذور النفسية الحيوية للماركسية. بالإضافة إلى ذلك أُجبر آلاف الجمهوريين المنفيين على العمل من أجل المجهود الحربي الألماني أو سجنوا في معسكرات الاعتقال النازية. شجع فرانكو بنشاط الألمان على احتجاز وترحيل الجمهوريين المنفيين.
كما استمرت معاداة الشيوعية في نظام التعليم. فقد طرد ربع المعلمين (جراهام، 132) من التعليم المدرسي والجامعي، وتم تدريس تاريخ إسبانيا ومنها تاريخ الحرب الأخيرة، من منظور محافظ للغاية ومؤيد لفرانكو.